# Championnats d'Asie d'athlétisme 2009
Navigation
Les 18es Championnats d'Asie d'athlétisme se sont déroulés du 10 au 14 novembre 2009 au Stade olympique de Canton (Chine).

## Résultats

### Hommes
| Épreuves          | Or                                                                     | Or                | Argent                                                | Argent       | Bronze                                                            | Bronze   |
| 100 m             | Zhang Peimeng Chine                                                    | 10 s 28           | Naoki Tsukahara Japon                                 | 10.32        | Guo Fan Chine                                                     | 10.37    |
| 200 m             | Omar Jouma al-Salfa Émirats arabes unis                                | 21 s 07           | Shinji Takahira Japon                                 | 21.08        | Hitoshi Saito Japon                                               | 21.10    |
| 400 m             | Liu Xiaosheng Chine                                                    | 46 s 55           | Yuzo Kanemaru Japon                                   | 46.60        | Ismail al-Sabiani Arabie saoudite                                 | 46.84    |
| 800 m             | Sajjad Moradi Iran                                                     | 1 min 48 s 58     | Mohammad al-Azemi Koweït                              | 1:48.93      | Adnan Taes Irak                                                   | 1:49.00  |
| 1 500 m           | Mohammed Shaween Arabie saoudite                                       | 3 min 46 s 08     | Chaminda Wijekoon Sri Lanka                           | 3:47.01      | Chatholi Hamza Inde                                               | 3:48.44  |
| 5 000 m           | James Kwalia Qatar                                                     | 14 min 2 s 90     | Hasan Mahboob Bahreïn                                 | 14:03.44     | Essa Ismail Rashed Qatar                                          | 14:04.52 |
| 10 000 m          | Hasan Mahboob Bahreïn                                                  | 28 min 23 s 70 CR | Nicholas Kemboi Qatar                                 | 28:25.22     | Ahmad Hassan Abdullah Qatar                                       | 28:28.38 |
| 110 m haies       | Liu Xiang Chine                                                        | 13 s 50           | Shi Dongpeng Chine                                    | 13.67        | Park Tae-kyong Corée du Sud                                       | 13.82    |
| 400 m haies       | Kenji Narisako Japon                                                   | 49 s 22           | Joseph Abraham Inde                                   | 49.96        | Mubarak al-Nubi Qatar                                             | 50.19    |
| 3 000 m steeple   | Tareq Mubarak Taher Bahreïn                                            | 8 min:33.58       | Lin Xiangqian Chine                                   | 8:34.13      | Abubaker Ali Kamal Qatar                                          | 8:34.73  |
| 20 km marche      | Li Jianbo Chine                                                        | 1 h 22 min 55 s   | Chu Yafei Chine                                       | 1:22:56      | Park Chil-sung Corée du Sud                                       | 1:24:51  |
| 4 × 100 m         | Masashi Eriguchi Naoki Tsukahara Shinji Takahira Kenji Fujimitsu Japon | 39 s 01           | Guo Fan Liang Jiahong Su Bingtian Zhang Peimeng Chine | 39.07        | Tu Chia-Lin Liu Yuan-Kai Tsai Meng-Lin Yi Wei-Chen Taipei chinois | 39.57    |
| 4 × 400 m         | Kenji Fujimitsu Kenji Narisako Hideyuki Hirose Yuzo Kanemaru Japon     | 3 min 4 s 13      | Zhou Jie Cui Haojing Wang Youxin Liu Xiaosheng Chine  | 3 min 6 s 60 | Harpreet Singh Bibin Mathew V. B. Bineesh Shake Mortaja Inde      | 3:06.83  |
| Saut en hauteur   | Manjula Kumara Sri Lanka                                               | 2,23 m            | Huang Haiqiang Chine                                  | 2.23         | Vitaliy Tsykunov Kazakhstan                                       | 2.20     |
| Saut à la perche  | Liu Feiliang Chine                                                     | 5,60 m            | Yang Quan Chine                                       | 5.45         | Daichi Sawano Japon                                               | 5.45     |
| Saut en longueur  | Li Jinzhe Chine                                                        | 8,16 m            | Hussein al-Sabee Arabie saoudite                      | 7.96         | Yu Zhenwei Chine                                                  | 7.96     |
| Triple saut       | Roman Valiyev Kazakhstan                                               | 16,70 m           | Zhu Shujing Chine                                     | 16.67        | Yevgeniy Ektov Kazakhstan                                         | 16.49    |
| Lancer du poids   | Om Prakash Singh Inde                                                  | 19.87 CR          | Chang Ming-Huang Taipei chinois                       | 19.34        | Zhang Jun Chine                                                   | 19.15    |
| Lancer du disque  | Ehsan Hadadi Iran                                                      | 64.83             | Mohammad Samimi Iran                                  | 64.01        | Wu Tao Chine                                                      | 59.27    |
| Lancer du javelot | Yukifumi Murakami Japon                                                | 81.50             | Wang Qingbo Chine                                     | 80.25        | Qin Qiang Chine                                                   | 80.08    |
| Lancer du marteau | Dilshod Nazarov Tadjikistan                                            | 76.92             | Ali al-Zinkawi Koweït                                 | 73.45        | Ma Liang Chine                                                    | 70.08    |
| Décathlon         | Hiromasa Tanaka Japon                                                  | 7 515 pts         | Hadi Sepehrzad Iran                                   | 7262 pts     | Zhu Hengjun Chine                                                 | 7200 pts |

### Femmes
| Épreuves          | Or                                                                 | Or          | Argent                                                                                 | Argent   | Bronze                                                      | Bronze   |
| 100 m             | Chisato Fukushima Japon                                            | 11.27       | Vũ Thị Hương Viêt Nam                                                                  | 11.50    | Hiriyur Manjunath Jyothi Inde                               | 11.60    |
| 200 m             | Momoko Takahashi Japon                                             | 23.53       | Vũ Thị Hương Viêt Nam                                                                  | 23.61    | Jiang Lan Chine                                             | 23.65    |
| 400 m             | Asami Chiba Japon                                                  | 53.32       | Chen Lin Chine                                                                         | 53.55    | Manjit Kaur Inde                                            | 53.66    |
| 800 m             | Zhou Haiyan Chine                                                  | 2:04.89     | Margarita Matsko Kazakhstan                                                            | 2:05.31  | Truong Thanh Hang Viêt Nam                                  | 2:05.33  |
| 1 500 m           | Zhou Haiyan Chine                                                  | 4:32.74     | Liu Fang Chine                                                                         | 4:33.35  | Truong Thanh Hang Viêt Nam                                  | 4:33.46  |
| 5 000 m           | Xue Fei Chine                                                      | 16:05.19    | Tejitu Daba Chalchissa Bahreïn                                                         | 16:05.45 | Kavita Tungar Inde                                          | 16:05.90 |
| 10 000 m          | Bai Xue Chine                                                      | 34:11.14    | Kavita Tungar Inde                                                                     | 34:17.21 | Wang Jiali Chine                                            | 34:22.64 |
| 100 m haies       | Sun Yawei Chine                                                    | 13.19       | Asuka Terada Japon                                                                     | 13.20    | Dedeh Erawati Indonésie                                     | 13.32    |
| 400 m haies       | Satomi Kubokura Japon                                              | 56.62       | Noraseela Mohd Khalid Malaisie                                                         | 57.15    | Natalya Asanova Ouzbékistan                                 | 59.37    |
| 3 000 m steeple   | Yoshika Arai Japon                                                 | 10:05.94 CR | Sudha Singh Inde                                                                       | 10:10.77 | Kiran Tiwari Inde                                           | 10:34.55 |
| 20 km marche      | Mayumi Kawasaki Japon                                              | 1:30:12 CR  | Yang Yawei Chine                                                                       | 1:34:11  | Svetlana Tolstaya Kazakhstan                                | 1:36:42  |
| 4 × 100 m         | Maki Wada Chisato Fukushima Mayumi Watanabe Momoko Takahashi Japon | 43.93       | Jintara Seangdee Phatsorn Jaksuninkorn Juthamas Tawoncharoen Nongnuch Sanrat Thaïlande | 44.55    | Lee Sun-Ae Kim Ji-Eun Kim Ha-Na Kim Cho-Rong Corée du Sud   | 45.46    |
| 4 × 400 m         | Chen Yanmei Tang Xiaoyin Chen Jingwen Chen Lin Chine               | 3:31.08     | Mandeep Kaur Sini Jose Chitra K. Soman Manjit Kaur Inde                                | 3:31.62  | Satomi Kubokura Mayumi Watanabe Mayu Sato Asami Tanno Japon | 3:31.95  |
| Saut en hauteur   | Zheng Xingjuan Chine                                               | 1.93        | Nadiya Dusanova Ouzbékistan                                                            | 1.90     | Svetlana Radzivil Ouzbékistan                               | 1.87     |
| Saut à la perche  | Li Caixia Chine                                                    | 4.30        | Wu Sha Chine                                                                           | 4.15     | Choi Yun-hee Corée du Sud                                   | 4.00     |
| Saut en longueur  | Marestella Torres Philippines                                      | 6.51        | Chen Yaling Chine                                                                      | 6.28     | Sachiko Masumi Japon                                        | 6.28     |
| Triple saut       | Olga Rypakova Kazakhstan                                           | 14.53       | Xu Tingting Chine                                                                      | 14.11    | Irina Litvinenko Kazakhstan                                 | 13.99    |
| Lancer du poids   | Gong Lijiao Chine                                                  | 19.04       | Liu Xiangrong Chine                                                                    | 17.55    | Leila Rajabi Iran                                           | 16.71    |
| Lancer du disque  | Song Aimin Chine                                                   | 63.90       | Ma Xuejun Chine                                                                        | 63.63    | Krishna Poonia Inde                                         | 59.84    |
| Lancer du javelot | Liu Chunhua Chine                                                  | 57.93       | Li Lingwei Chine                                                                       | 55.13    | Kim Kyong-ae Corée du Sud                                   | 53.84    |
| Lancer du marteau | Zhang Wenxiu Chine                                                 | 72.07 CR    | Hao Shuai Chine                                                                        | 65.87    | Yuka Murofushi Japon                                        | 61.99    |
| Heptathlon        | Yuliya Tarasova Ouzbékistan                                        | 5840 pts    | Yuki Nakata Japon                                                                      | 5582 pts | Mei Yiduo Chine                                             | 5460 pts |

## Tableau des médailles
| Rang  | Nation      | Or | Argent | Bronze | Total |
| ----- | ----------- | -- | ------ | ------ | ----- |
| 1     | CHN         | 18 | 19     | 10     | 47    |
| 2     | JPN         | 12 | 5      | 5      | 22    |
| 3     | IRI         | 2  | 2      | 1      | 5     |
| 4     | BRN         | 2  | 2      | 0      | 4     |
| 5     | KAZ         | 2  | 1      | 4      | 7     |
| 6     | IND         | 1  | 4      | 7      | 12    |
| 7     | QAT         | 1  | 1      | 4      | 6     |
| 8     | UZB         | 1  | 1      | 2      | 4     |
| 9     | KSA         | 1  | 1      | 1      | 3     |
| 10    | SRI         | 1  | 1      | 0      | 2     |
| 11    | Philippines | 1  | 0      | 0      | 1     |
| 11    | TJK         | 1  | 0      | 0      | 1     |
| 11    | UAE         | 1  | 0      | 0      | 1     |
| 14    | VIE         | 0  | 2      | 2      | 4     |
| 15    | KUW         | 0  | 2      | 0      | 2     |
| 16    | TPE         | 0  | 1      | 1      | 2     |
| 17    | MAS         | 0  | 1      | 0      | 1     |
| 17    | THA         | 0  | 1      | 0      | 1     |
| 19    | KOR         | 0  | 0      | 5      | 5     |
| 20    | Indonésie   | 0  | 0      | 1      | 1     |
| 20    | IRQ         | 0  | 0      | 1      | 1     |
| Total | Total       | 44 | 44     | 44     | 132   |